# Turnu Roșu
Turnu Roșu (en hongrois : Vöröstorony, en allemand : Rothenturm) est une commune du județ de Sibiu en Roumanie.